# Kürdmahmudlu
Kürdmahmudlu è un comune dell'Azerbaigian situato nel distretto di İmişli. Conta una popolazione di 1.118 abitanti.